# Dimeringophrys
Dimeringophrys är ett släkte av tvåvingar. Dimeringophrys ingår i familjen borrflugor.
Kladogram enligt Catalogue of Life:
| Dimeringophrys | \| \| Dimeringophrys bilineata \| \| \| \| \| \| Dimeringophrys pallidipennis \| \| \| \| |
|                | \| \| Dimeringophrys bilineata \| \| \| \| \| \| Dimeringophrys pallidipennis \| \| \| \| |
|                | Dimeringophrys bilineata                                                                  |
|                |                                                                                           |
|                | Dimeringophrys pallidipennis                                                              |
|                |                                                                                           |